# 彼特森島
彼特森島（英語：Petersen Island）是南極洲的島嶼，位於麥克羅伯特森地的霍姆灣，是喬斯林群島最北面的島嶼，處於利島、韋爾納島和基斯塔海峽以東，北面是莫勒淺灘和卡斯滕斯淺灘。
67°35′S 62°54′E / 67.583°S 62.900°E